# We (kana)

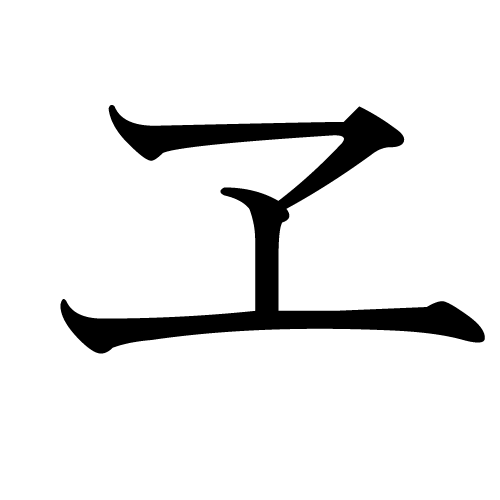
El katakana ヱ.

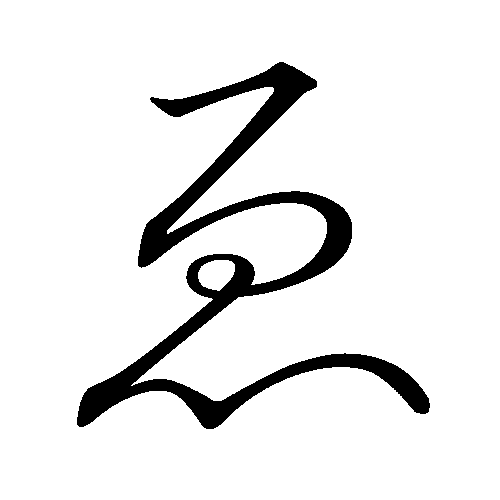
El hiragana ゑ.

We o ゑ en hiragana o ヱ en katakana, és un kana japonès arcaïc que representa una mora obosoleta. Era pronunciat com «we».
Aquest kana ha quedat obsolet i rar en l'ús diari. De fet, en onomatopeia i paraules estrangeres, es prefereix el ウェ. Però malgrat això, és una mora freqüent en noms i cognoms (Wehara, que com és un cognom, no es pot escriure 'Uheara', Uwetsu, que és un nombre).

## Escriptura
|  | L'hiragana ゑ és fa en un traç. S'assembla a la る continuat amb una doble ん per abaix                                                                  |
|  | La ヱes fa amb tres traços: 1. Una línia horitzontal amb un crop cap a baix a l'esquerra 2. Una línia vertical al mig 3. Una línia horitzontal a la base |

En braille japonès:

Unicode :
- ゑ : U+3091
- ヱ : U+30F1